# 和泉市立南部リージョンセンター
和泉市立南部リージョンセンター（いずみしりつなんぶリージョンセンター）とは、大阪府和泉市内にある、文化施設のひとつである。

## 概要
和泉市の南部地域の交流活動拠点となる施設として、和泉市の予算で国道170号（大阪外環状線）沿いに設置された。2008年（平成20年）7月20日にオープンしたこの施設には、多目的ホールや図書室、調理実習室、音楽・軽運動室などが設置されており、『横山』（よこやま）とも呼ばれる和泉市の山間部の活性化に繋がる施設として期待されている。なお、7月27日までの最初の1週間は、様々なオープン記念イベントが開催された。また、この施設には、『道の駅いずみ山愛の里』が併設されており、交通情報の提供および和泉市の特産品や市内の農家・食品メーカーが出品している農産物・加工食品の販売がおこなわれている。

## 所在地
〒594-1136 大阪府和泉市仏並町398-1

## 交通
- 阪和自動車道 岸和田和泉ICより約7km、国道170号（大阪外環状線）沿い
- 南海泉北線 和泉中央駅から路線維持バス父鬼ルートに乗車し、「槇尾学園前」バス停下車徒歩約10分（朝夕中心の運行）。
- 南海泉北線 和泉中央駅から南海バス「和泉青葉台行き（332、338系統）」または「はつが野・和泉青葉台循環（383系統）」に乗車し、「納花」または「和泉青葉台」で下車、予約制乗り合い送迎サービス「チョイソコいずみ」に乗り継ぎ、「南部リージョンセンター」バス停下車すぐ（日中のみ運行）。